# Filatov Loug (métro de Moscou)
Filatov Loug (russe : Филатов Луг) est une station de la Ligne Sokolnitcheskaïa du métro de Moscou, au Russie.